# 윤진호 (1965년)
윤진호(1965년 3월 18일 ~ )는 대한민국의 배우 겸 금융인이다.경기도 이천에서 태어났고,1991년 KBS탤런트로 데뷔를 하였다.

## 학력
- 서울예술대학 연극과

## 경력
- KDB생명 자산관리사[2]
- 한국 DMRP협회 회원의날분과 위원

## 드라마
- 1991년 KBS농촌드라마 《대추나무 사랑걸렸네》
- 1991년 KBS수목드라마 《아스팔트 내 고향》
- 1992년 KBS드라마 《해뜰날》
- 1992년 KBS대하드라마 《삼국기》
- 1993년 KBS대하드라마《먼동》
- 1993년 KBS드라마 《희망》
- 1993년 KBS단막드라마 《신 손자병법》
- 1993년 KBS주말연속극 《청춘극장》
- 1994년 KBS주말연속극 《남자는 외로워》
- 1994년 KBS수목드라마 《폴리스》
- 1995년 KBS대하드라마 《찬란한 여명》
- 1995년 KBS주말연속극 《젊은이의 양지》 ... 용태 역
- 1996년 KBS월화드라마 《신고합니다》
- 1996년 KBS주말연속극 《첫사랑》 ... 김상수 역
- 1997년 KBS주말연속극 《파랑새는 있다》 ... 길수 수하 역
- 1997년 KBS드라마 《KBS 테마 드라마》
- 1997년 KBS수목드라마 《그대 나를 부를 때》 ... 왕대 수하 역
- 1998년 KBS월화드라마 《진달래꽃 필 때까지》
- 1998년 KBS주말연속극 《야망의 전설》... 실미도 훈련병 역
- 2001년 KBS주말연속극 《동양극장》... 쌍칼 역
- 2002년 KBS대하드라마 《제국의 아침》
- 2002년 KBS특별기획드라마 《태양인 이제마》
- 2002년 KBS특별기획드라마 《장희빈》
- 2003년 KBS대하드라마 《무인시대》
- 2004년 KBS주말연속극 《애정의 조건》 ... 사채업자 역